# Zürich (kanton)
| Kanton Zürich             |                    |
| \| Grb kantona \|         |                    |
| Položaj u Švicarskoj      |                    |
|                           |                    |
| Podaci                    |                    |
| Glavni grad               | Zürich             |
| Pristupanje konfederaciji | 1351.              |
| Skraćenica                | ZH                 |
| Stanovništvo              | 1.284.052 stan.    |
| Popis                     | 31. prosinca 2006. |
| Površina                  | 1.729 km²          |
| Gustoća                   | 743 stan./km²      |
| Br. općina                | 171                |
| Jezici                    | njemački           |
| Zemljovid kantona         |                    |
|                           |                    |
| Grb kantona               |                    |

Kanton Zürich je kanton na sjeveroistoku Švicarske, glavni grad ciriškog kantona je Zürich.
(njemački: Zürich, francuski: Zurich, talijanski: Zurigo, retoromanski: Turitg ili latinski: Turicum).

## Regije
- Zürcher Weinland
- Zürcher Unterland
- Stadt Zürich (grad Zürich)
- Zürichsee
- Zürcher Oberland
- Knonauer Amt (Säuliamt)

## Gradovi
| Općina             | Stanje: 31.prosinac 2007. |
| ------------------ | ------------------------- |
| Zürich             | 354 308 stanovnika        |
| Winterthur         | 95 943 stanovnika         |
| Uster              | 30 614 stanovnika         |
| Dübendorf          | 23 176 stanovnika         |
| Dietikon           | 22 497 stanovnika         |
| Wetzikon           | 20 542 stanovnika         |
| Wädenswil          | 19 417 stanovnika         |
| Horgen             | 18 162 stanovnika         |
| Kloten             | 17 148 stanovnika         |
| Thalwil            | 16 427 stanovnika         |
| Bülach             | 16 052 stanovnika         |
| Adliswil           | 15 783 stanovnika         |
| Volketswil         | 15 804 stanovnika         |
| Regensdorf         | 15 754 stanovnika         |
| Illnau-Effretikon  | 15 265 stanovnika         |
| Schlieren          | 13 753 stanovnika         |
| Stäfa              | 13 438 stanovnika         |
| Opfikon            | 13 378 stanovnika         |
| Küsnacht           | 13 026 stanovnika         |
| Wallisellen        | 12 626 stanovnika         |
| Meilen             | 12 057 stanovnika         |
| Richterswil        | 11 799 stanovnika         |
| Zollikon           | 11 770 stanovnika         |
| Rüti               | 11 596 stanovnika         |
| Bassersdorf        | 10 470 stanovnika         |
| Affoltern am Albis | 10 374 stanovnika         |
| Pfäffikon          | 10 109 stanovnika         |

## Mjesta
- Eglisau, Urdorf, Dättlikon, Flurlingen

## Gospodarstvo
Kanton Zürich je jedan od najvećih financijski centara u svijetu, gdje konkurira s Londonom i Frankfurtom na Majni.

## Vanjske poveznice
- stranica kantona Züricha